# جورج شاربنتييه
جورج شاربنتييه (بالفرنسية: Georges Charpentier)‏ هو ناشر وصحفي فرنسي، ولد في 22 ديسمبر 1846 في باريس في فرنسا، وتوفي بنفس المكان في 15 نوفمبر 1905.

## وصلات خارجية
- جورج شاربنتييه على موقع الموسوعة البريطانية (الإنجليزية)